# Standard Eleven
Der Standard Eleven oder Standard 11 hp war ein Pkw, den die Standard Motor Company in Coventry im Jahre 1923 baute.
Den beiden Modellen mit obengesteuerten Vierzylindermotoren (ohv), dem größeren 11.6 und dem kleineren 8 hp wurde 1923 der 11 hp als drittes Modell zur Seite gestellt. Das Aggregat des mittelgroßen Tourenwagens hatte 1307 cm³ Hubraum (Bohrung × Hub = 68 mm × 90 mm). Der neue Motor war aus der Kombination der Kurbelwelle des 8 hp mit dem Motorblock des 11.6 entstanden.
Nach nur einem Jahr wurde die Herstellung des 11 hp eingestellt. Sechs Jahre später war die Ära der ohv-Motoren bei Standard wieder beendet. Erst 1948 gab man die seitengesteuerten Motoren endgültig auf.